# 겐부치정
겐부치정(일본어: 剣淵町)은 일본 홋카이도 가미카와 지방 북부 가미카와군에 있는 정이다.

## 지리
데시오강의 지류인 겐부치강가에 정이 있다.

### 인접한 자치체
남쪽은 왓사무정, 다른 세 방향은 시베쓰시와 접한다.

## 역사
오리나무가 많은 강이라는 의미의 아이누어 ‘케네페트’(ケネペツ)가 이름의 유래로 여겨진다.
- 1897년 - 데시오국 가미카와군에 겐부치촌·시베쓰촌·다요로촌·가미나요로촌이 설치되었다.
- 1899년 - 겐부치 호장사무소가 설치되었다.
- 1902년 - 가미나요로 3촌 호장사무소(현 나요로시)를 분리하였다.
- 1915년 - 왓사무촌(현재의 왓사무정)을 분리하였다.
- 1962년 - 정으로 승격해 겐부치정이 되었다.

## 경제
농업이 번성하며 밭농사, 야채, 낙농, 축산 등이 행해진다.

## 교통

### 철도
- 홋카이도 여객철도 소야 본선

### 도로
- 도오 자동차도
- 국도 40호선
- 국도 239호선(일본어판)